# ملائكة في أمريكا

ملائكة في أمريكا (Angels In America) هو مسلسل درامي تلفزيوني أمريكي من إنتاج شبكة اتش.بي.أو (HBO). يتناول دراما مرض الإيدز. حصد المسلسل 11 من جوائز إيمي للأعمال التلفزيونية، وذلك في 2004. وفاز بطلا "ملائكة في أمريكا"، آل باتشينو وميريل ستريب بجائزتي أفضل ممثل وممثلة على التوالي في فئة الفيلم التلفزيوني.

## روابط خارجية
- ملائكة في أمريكا على موقع IMDb (الإنجليزية)
- ملائكة في أمريكا على موقع ميتاكريتيك (الإنجليزية)
- ملائكة في أمريكا على موقع الموسوعة البريطانية (الإنجليزية)
- ملائكة في أمريكا على موقع روتن توميتوز (الإنجليزية)
- ملائكة في أمريكا على موقع نتفليكس (الإنجليزية)
- ملائكة في أمريكا على موقع أول موفي (الإنجليزية)
- ملائكة في أمريكا على موقع فيلمافينيتي (الإسبانية)
- ملائكة في أمريكا على موقع ليتربوكسد (الإنجليزية)
- ملائكة في أمريكا على موقع كينوبويسك (الروسية)
- ملائكة في أمريكا على موقع ألو سيني (الفرنسية)